# Condado de Perry (Tennessee)
El condado de Perry (en inglés: Perry County, Tennessee), fundado en 1819, es uno de los 95 condados del estado estadounidense de Tennessee. En el año 2000 tenía una población de 7.631 habitantes con una densidad poblacional de 7 personas por km². La sede del condado es Linden .

## Geografía
Según la Oficina del Censo, el condado tiene un área total de 1230 km² (474,9 mi²), de la cual 1227 km² (473,7 mi²) es tierra y 21 km² (8,1 mi²) es agua.

### Condados adyacentes
- Condado de Humphreys norte
- Condado de Hickman noreste
- Condado de Lewis sureste
- Condado de Wayne sur
- Condado de Decatur oeste
- Condado de Benton noroeste

## Historia
El Condado de Perry, se formó en 1819 con partes de los condados de Humphreys y Hickman. Es nombrado en honor de Oliver Hazard Perry (1785-1819), oficial de la marina estadounidense de la Guerra de 1812, después que su buque insignia fue severamente dañado, continuó la lucha desde otro buque, y forzó la rendición de la flota británica en la batalla del lago Erie.

## Demografía
En el 2000 la renta per cápita promedia del condado era de $28,061, y el ingreso promedio para una familia era de $34,792. El ingreso per cápita para el condado era de $16,969. En 2000 los hombres tenían un ingreso per cápita de $26,626 contra $21,053 para las mujeres. Alrededor del 15.14% de la población estaba bajo el umbral de pobreza nacional.
El Condado de Perry es notable por tener la menor densidad de población en el estado de Tennessee.

## Lugares

### Ciudades y pueblos
- Linden
- Lobelville

### Otras comunidades
- Bunker Hill
- Chestnut Grove
- Flat Woods
- Pine View